# Рождественское (Воронежская область)
Рождественское — село в Поворинском районе Воронежской области.
Административный центр Рождественского сельского поселения.
На территории села Рождественское проживают около 2600 человек (данные по населению представлены на 1 января 2009 года).

## География
Село находится на северо-востоке Воронежской области; на Восточно-Европейской равнине России, в лесостепной зоне, климат умеренно континентальный.
Северную границу села образовывает река Хопёр.
Расположено в 5 км от районного центра Поворино и в 228 км от Воронежа; расстояние до Москвы — 615 км.

## История
Первые поселенцы на этих землях появились в период с 1720 по 1730 годы. Изначально село называлось Поворино, название его пошло с слова «Поворина», что в словаре Даля обозначено, как «поперечная либо косая связь между двух досок или брусьев».
По данным переписи населения 1835 года, в селе насчитывалось 478 дворов, а в 1887 году — уже 1254 двора и почти 9000 жителей.
При постройке в 1870 году новой Рождественской церкви у села появилось новое название, которое вскоре за ней и закрепилось. В том же году по факту постройки новой железнодорожной станции название Поворино отошло к станции.

## Население
| 1859 | 1897  | 2010  |
| ---- | ----- | ----- |
| 5793 | ↗8431 | ↘2645 |

## Образование
В селе работают МОУ Рождественская СОШ имени дважды Героя Советского Союза А. Н. Прохорова (обучается 225 человек), МДОУ Рождественский детский сад № 1, МДОУ Рождественский детский сад № 2.